# Tijāra
Tijāra är en ort i Indien.   Den ligger i distriktet Alwar och delstaten Rajasthan, i den norra delen av landet, 90 km söder om huvudstaden New Delhi. Tijāra ligger 299 meter över havet och antalet invånare är 21 833.
Terrängen runt Tijāra är huvudsakligen platt, men österut är den kuperad. Terrängen runt Tijāra sluttar västerut. Runt Tijāra är det tätbefolkat, med 442 invånare per kvadratkilometer. Tijāra är det största samhället i trakten. Trakten runt Tijāra består till största delen av jordbruksmark.